# I Am You
I Am You es una canción del grupo inglés de música electrónica Depeche Mode (DM) compuesta por Martin Gore y publicada en el álbum Exciter de 2001.

## Descripción
I Am You es una balada, de las pocas del álbum Exciter, realizada de modo casi totalmente sintético, pues irónicamente es la primera canción de DM para la cual el baterista Christian Eigner grabó la batería acústica en el estudio con la banda, aunque posee una musicalización muy suave y equilibrada lo más posible resaltando sobre todo su lado sintético. Como otras baladas del grupo, maneja la idea de la relación apasionada, aunque en un sentido más bien esquizoide, pues trata abiertamente de un amor obsesivo en el cual el amante se siente atado a la otra persona cediéndole o pretendiendo arrebatar todo control emocional; en suma un planteamiento no muy sano sino rayano en lo persecutorio.
Así, es una de las baladas menos complacientes de DM junto con las otras del álbum, Shine y Freelove. En lugar de conformismo maneja cierto egoísmo clamando en su gran coro, el único a dos voces durante toda la canción, “Yo Soy Tú y Tú Eres Mí” con un claro dejó de desesperación después de haber sentenciado en la segunda estrofa “Debo vivir con esta realidad”.
La voz de barítono de David Gahan está filtrada electrónicamente durante toda la canción como en otras del álbum, haciendo hincapié en su carácter de tema eminentemente sintético, pero resalta el ímpetu implícito en su lírica, después de todo a la música electrónica constantemente se le acusa de artificialidad y falta de emociones, mientras éste se revela como un tema sobre todo emocional.
La musicalización está construida sobre todo con efectos sintéticos, mientras la batería muestra una intencional falta de contundencia y suavidad haciéndola antes que nada una enternecida declaración de apego y amor incondicional; una función apasionadamente electrónica. De tal modo, resulta en una base sintetizada suave y sólo en el segundo coro se torna violenta al hacer su sentencia y proclama de amor.
Igualmente al cierre resuena un sostenido efecto electrónico con una voz por completo distorsionada, que se repiten como indicando lo inacabable de un sentimiento.
En conjunto de todos sus elementos, llega a ciertas cercanías con la tendencia de rock gótico que DM ya antes había practicado en su etapa de Dark Wave, pues conserva mucho dramatismo debido a la gravedad de la base electrónica y la vehemencia de su letra en lugar de ser una simple “canción de amor”.
Como pista en el álbum se encuentra después de la breve pieza ambiental Easy Tiger y en realidad están continuadas, fundidas como si fueran un solo tema; así donde acaba aquella de comienzo ésta.
A pesar del aprecio que algunos seguidores del grupo maifestaron por este tema, no se optó por darle promoción.
I Am You no ha sido interpretada en el escenario por DM.
- Datos: Q5907382